# Кяеріку
Кя́еріку (ест. Kääriku küla) — село в Естонії, у волості Отепяе повіту Валґамаа.

## Населення
Чисельність населення на 31 грудня 2011 року становила 45 осіб.